# Bat Yam
Bat Yam (en hebreu, בת ים, filla del mar) és una ciutat d'Israel a la costa mediterrània just al sud de Tel-Aviv i forma part de la metròpoli de Gush Dan i del districte de Tel-Aviv. Bat Yam gaudeix de platges molt maques i a l'estiu és un important centre turístic.

## Història

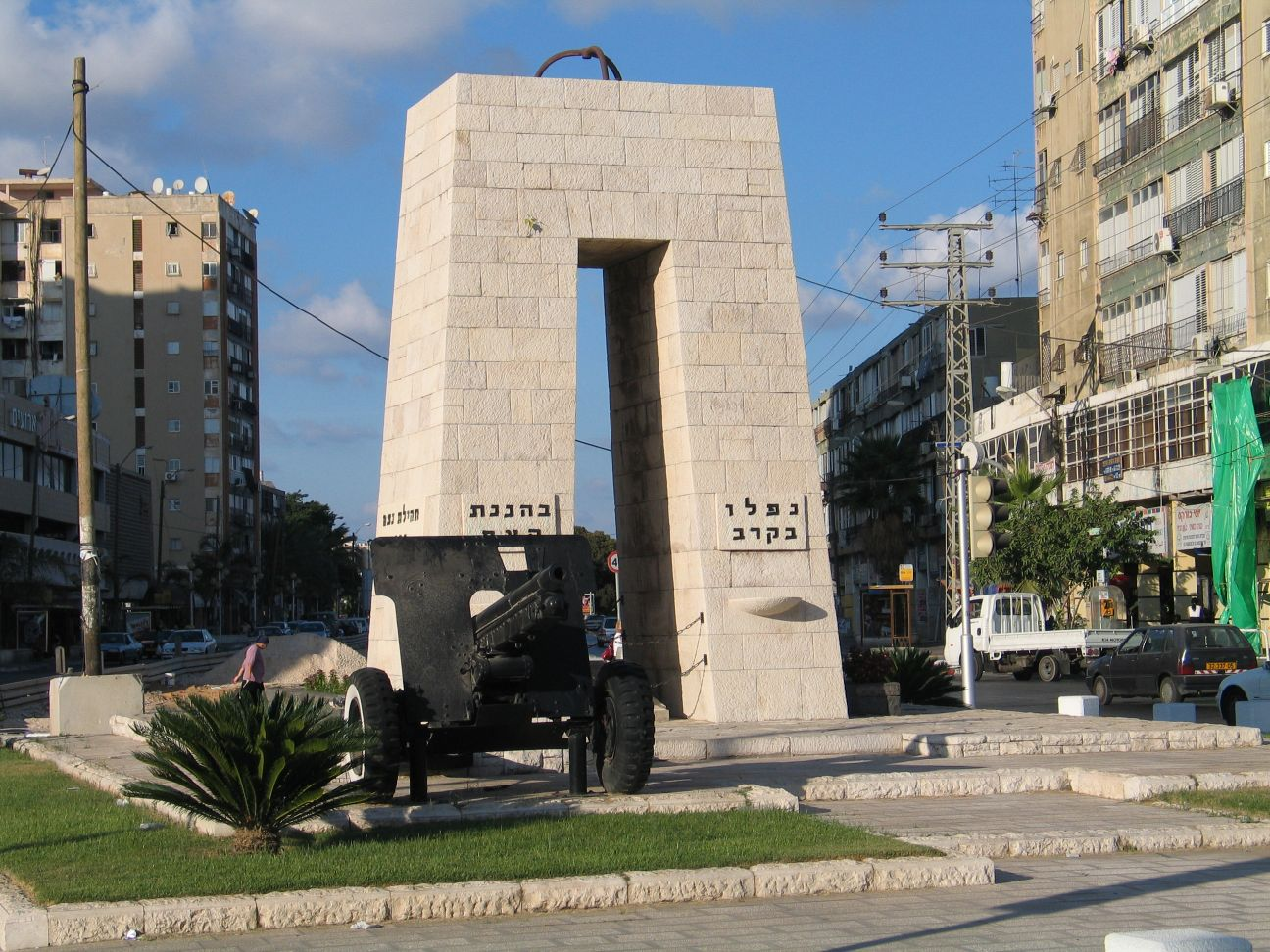
Kikar ha-Meginim (Plaça dels Defensors), a Bat Yam

Es fundà el 1926 amb el nom de "Bayit Va-Gan" (en hebreu בית וגן, casa i jardí) com a població per a jueus ortodoxos. Tanmateix, el pla original no es va materialitzar. Durant les revoltes del 1929, Bayit Va-Gan va ser atacada per grups àrabs provinents de la veïna Jafa i les autoritats britàniques van decidir evacuar la població. El 1930 es restablí i el 1938 va ser rebatejada "Bat Yam". Al començament de la Guerra araboisraeliana de 1948, els conflictes van tornar a la ciutat fins que, el 13 de maig de 1948, Jafa es rendí.
Durant els anys cinquanta, Bat Yam creixé gràcies a la immigració massiva i esdevingué ciutat el 1958. Al començament dels anys noranta, la ciutat visqué una nova onada de creixement amb l'arribada de nombrosos immigrants de l'antiga Unió Soviètica, atrets pels centres industrials propers i els baixos preus dels habitatges.

## Ciutats agermanades

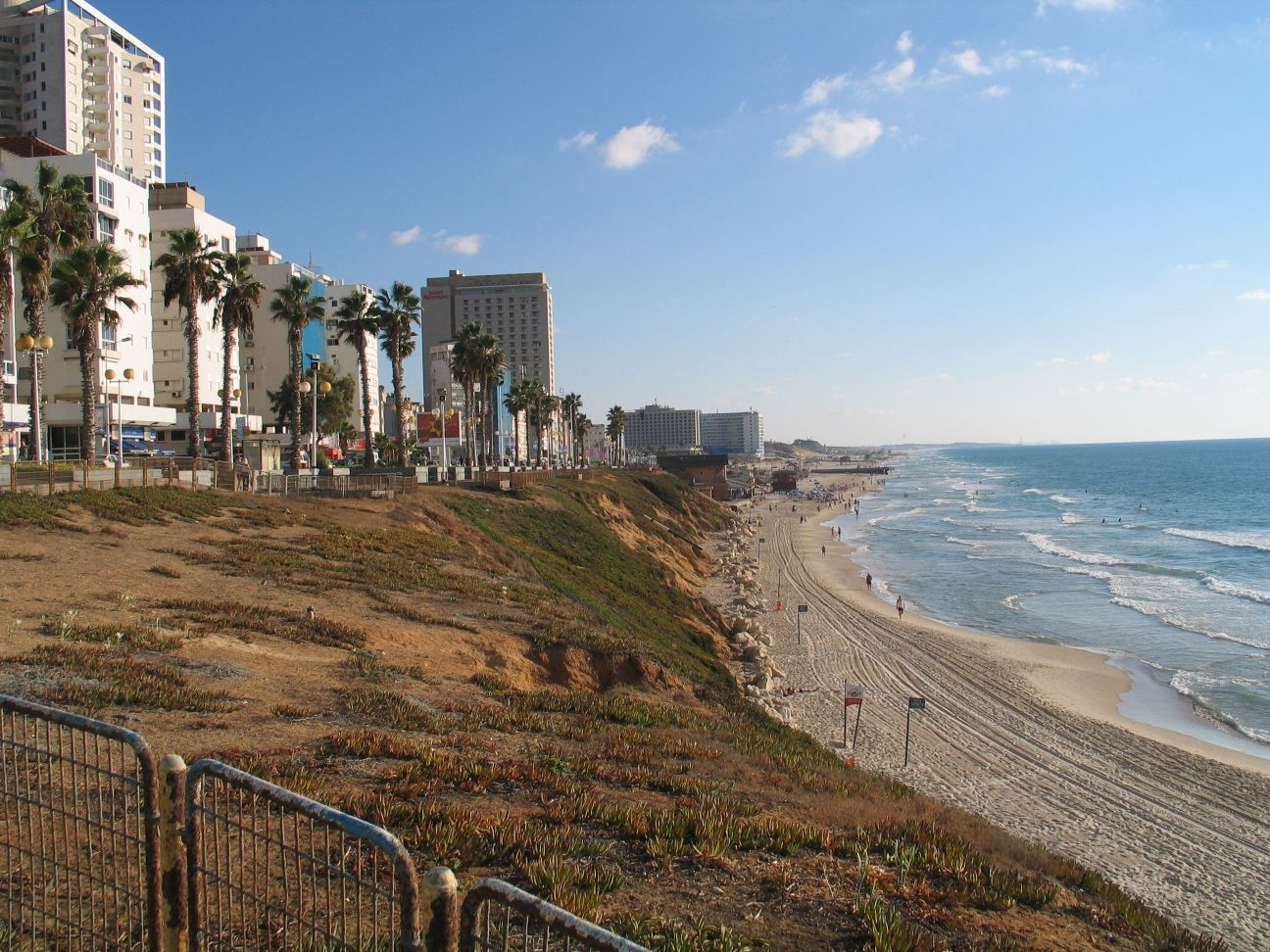
Platja de Bat Yam

- Liorna (Itàlia) des de 1961
- Berlín (Alemanya) des de 1978
- Villeurbanne (França) des de 1979
- Valparaíso (Xile) des de 1980
- Aurich (Alemanya) des de 1987
- Kragujevac (Sèrbia i Montenegro) des de 1992
- Kutno (Polònia) des de 1996
- Antalya (Turquia) des de 1997